# Isabelle Jordansson
Isabelle Helen Jordansson, född 8 mars 1991 i Danderyd, är en svensk ishockeyspelare, forward, som spelat 69 landskamper (och då gjort 9 mål) för Sveriges damlandslag i ishockey.

## Meriter
- SM Guld med AIK 2006/07 & 2008/09
- EM Guld med AIK 2006/07, 2007/08
- JVM U18 2009: 3:a
- JVM U18 2008: 4:a
- VM 2008: 5:a
- VM 2009: 4:a
- Olympiska Spelen 2010 i Vancouver: 4a